# واشینگتن دی.سی.
واشینگتن دی سی (به انگلیسی: Washington, D.C.) پایتخت ایالات متحده آمریکا است. این شهر در رودخانه پوتوماک در نزدیکی ویرجینیا قرار دارد و با مریلند هم‌مرز است. نام این شهر به افتخار جورج واشینگتن، یکی از پدران آمریکا، گرفته شد. واشینگتن دی سی بخش مهمی از یک منطقه بزرگ است که شهرهای زیادی را شامل می‌شود و به دلیل فرهنگ، سیاست و اقتصاد خود شناخته شده است. این شهر همچنین دربرگیرنده بسیاری از ساختمان‌های مهم دولتی و سازمان‌های بین‌المللی است. این باعث می‌شود واشینگتن دی سی شهر بسیار مهمی در جهان به‌شمار رود.
در سال ۲۰۲۲، افراد زیادی از واشینگتن دی سی بازدید کردند - ۲۰٫۷ میلیون نفر از داخل ایالات متحده و ۱٫۲ میلیون نفر از کشورهای دیگر از این شهر بازدید کردند. این شهر یکی از محبوب‌ترین شهرهای ایالات متحده می‌باشد. قانون اساسی ایالات متحده در سال ۱۷۸۹ خواستار ایجاد یک منطقه فدرال تحت صلاحیت انحصاری کنگره ایالات متحده شد. به این ترتیب، واشینگتن دی سی، بخشی از هیچ ایالتی نیست و خود نیز به عنوان ایالت محسوب نمی‌شود. قانون اقامت که در ۱۶ ژوئیه ۱۷۹۰ به تصویب رسید، ایجاد ناحیه پایتخت در امتداد رودخانه پوتوماک را تصویب کرد. این شهر در سال ۱۷۹۱ تأسیس شد و کنگره ششم اولین جلسه را در ساختمان ناتمام کاپیتول در سال ۱۸۰۰ پس از انتقال پایتخت از فیلادلفیا برگزار کرد. در سال ۱۸۰۱، ناحیه کلمبیا، که قبلاً بخشی از مریلند و ویرجینیا بود، رسماً به عنوان ناحیه فدرال شناخته شد. در ابتدا، این شهر یک سکونتگاه جداگانه در ناحیه بزرگتر بود. در سال ۱۸۴۶، کنگره زمین‌هایی را که در اصل توسط ویرجینیا واگذار شده‌بود، از جمله شهر الکساندریا، بازگرداند. در سال ۱۸۷۱، یک شهرداری واحد برای بخش باقی‌مانده منطقه ایجاد کرد، اگرچه مدیریت انتخابی محلی آن تنها سه سال دوام آورد و مدیریت شهری انتخابی برای بیش از یک قرن بازنگشت. از دهه ۱۸۸۰ چندین تلاش ناموفق برای تبدیل منطقه به یک ایالت صورت گرفته است. لایحه ایالتی در سال ۲۰۲۱ به تصویب مجلس نمایندگان رسید اما توسط سنای ایالات متحده تصویب نشد.
این شهر که در سال ۱۷۹۱ توسط پیر شارل لوفان طراحی شد، به چهار منطقه تقسیم شد که در اطراف ساختمان کاپیتول قرار دارند و شامل ۱۳۱ محله می‌شوند. بر اساس سرشماری سال ۲۰۲۰، این شهر دارای ۶۸۹٫۵۴۵ نفر جمعیت بود. واشینگتن دی سی، بیست و سومین شهر پرجمعیت ایالات متحده، سومین شهر پرجمعیت در جنوب شرقی پس از جکسونویل و شارلوت می‌باشد. این شهر همچنین سومین شهر پرجمعیت در ایالات متحده در منطقه ایالت‌های میانه ساحل اقیانوس اطلس پس از شهر نیویورک و فیلادلفیا است. مسافران از حومه مریلند و ویرجینیا، جمعیت شهر را در روز به بیش از یک میلیون نفر در طول هفته افزایش می‌دهند. منطقه شهری واشینگتن، که شامل بخش‌هایی از مریلند، ویرجینیا و ویرجینیای غربی است، هفتمین منطقه شهری بزرگ کشور است که در سال ۲۰۲۳ جمعیت آن ۶٫۳ میلیون نفر ثبت شد.
این شهر میزبان حکومت فدرال ایالات متحده آمریکا و ساختمان‌هایی است که مقرهای دولتی را در خود جای داده است، از جمله کاخ سفید، ساختمان کنگره، ساختمان دادگاه عالی، و چندین بخش و آژانس فدرال. این شهر خانه بسیاری از آثار ملی و موزه‌ها است که برجسته‌ترین آنها در نزدیکی مرکز خرید ملی یا اطراف آن قرار دارند، از جمله یادبود جفرسون، یادبود لینکلن و بنای یادبود واشینگتن. این کشور میزبان ۱۷۷ سفارت خارجی است و به عنوان مقر بانک جهانی، صندوق بین‌المللی پول، سازمان کشورهای آمریکایی و سایر سازمان‌های بین‌المللی عمل می‌کند. بسیاری از بزرگ‌ترین انجمن‌های صنعتی کشور، سازمان‌های غیرانتفاعی و اتاق‌های فکر در این شهر مستقر هستند، از جمله AARP، صلیب سرخ آمریکا، شورای آتلانتیک، مؤسسه بروکینگز، انجمن نشنال جئوگرافیک، بنیاد هریتیج، مرکز ویلسون و … این شهر به عنوان یک مرکز لابی شناخته می‌شود و خیابان K مرکز این فعالیت‌ها است.
یک شهردار منتخب محلی و شورای ۱۳ نفره از سال ۱۹۷۳ بر این منطقه مدیریت می‌کنند، اگرچه کنگره این اختیار را برای لغو قوانین محلی حفظ کرده است. ساکنان واشینگتن دی سی، در سطح فدرال، از نظر سیاسی از حق رای محروم هستند، زیرا ساکنان شهر نماینده رای در کنگره ندارند. ساکنان شهر یک نماینده کنگره را برای مجلس نمایندگان ایالات متحده انتخاب می‌کنند که حق رای ندارد. رای‌دهندگان شهر بر اساس اصلاحیه بیست و سوم، سه الکترال ریاست جمهوری را انتخاب می‌کنند.

## پیشینه و گسترش
واشینگتن دی‌سی از ۱۸۷۱ به‌افتخار جرج واشینگتن، رهبر استقلال‌طلبان و نخستین رئیس‌جمهور دولت فدرال آمریکا، نام‌گذاری شده است. برای اجرای مصوبه هفدهم بخش هشتم اصل اول قانون اساسی آمریکا، ۱۶ ژوئیه ۱۷۹۰ بخش‌هایی از ایالت‌های مریلند و ویرجینیا برای ساخت پایتخت ایالات متحده در نظر گرفته‌شد که «ناحیه کلمبیا» نام گرفت، گرچه حدود پنجاه‌وشش سال بعد، زمین‌های این ناحیه در جنوب رود پوتوماک به ویرجینیا پس داده‌شد.
ساختمان کاپیتال، محل استقرار کنگره ایالات متحده آمریکا است، کاخ سفید و همه وزارت‌خانه‌های کشور نیز آن‌جا قرار دارند.
این شهر در «ناحیه کلمبیا» (District of Columbia با سرنام "دی‌سی") زیر نظر کنگره آمریکا و خارج از حاکمیت ۵۰ ایالت این کشور قرار دارد. این ناحیه، مشترک و برای همگان است و همه وزارت‌خانه‌ها و سازمان‌های فدرال، همچون کتاب‌خانه ملی کنگره آمریکا در آن قرار دارند و این ناحیه، از نظر قانونی، یک ایالت نیست.

واشینگتن دی‌سی و ناحیه کلمبیا از نظر گستره یکسان هستند و یک شهردار دارند؛ بنابراین، در عمل، هر دو به یک چیز اشاره می‌کنند. 

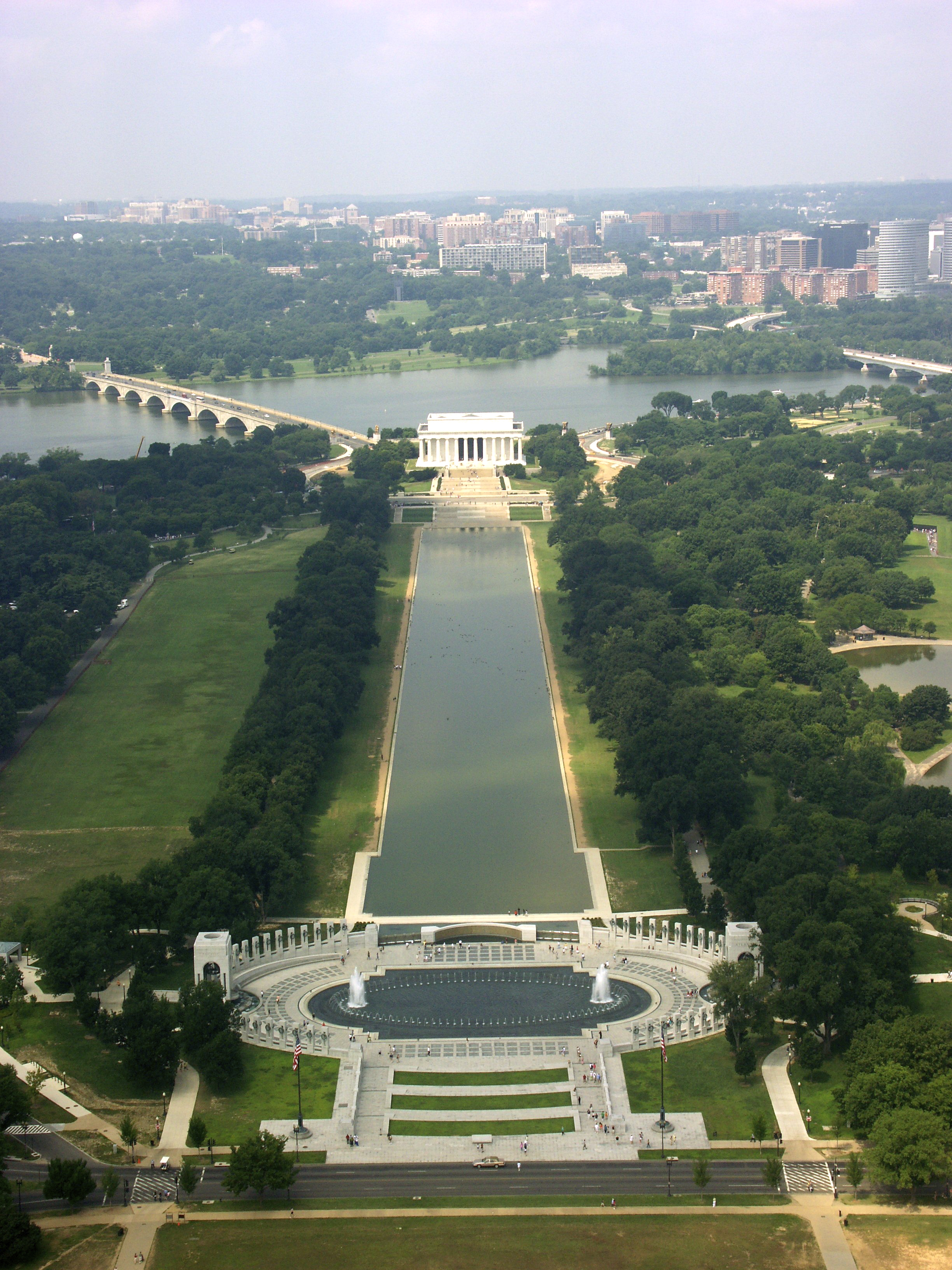
واشینگتن در شرق آمریکا و میان مریلند و ویرجینیا قرار دارد.

ناحیه کلمبیا، نماینده‌ای در مجلس نمایندگان آمریکا ندارد و سناتوری هم در مجلس سنا ندارد. برای همین، برخی ساکنان این ناحیه، بارها ناخشنودی‌شان را از آن ابراز کرده‌اند؛ چرا که باآن‌که نماینده‌ای برای تصمیمات فدرال ندارند، باید مالیات فدرال بپردازند. شعار «مالیات می‌پردازیم اما نماینده نداریم» در اعتراض به این وضع است. برخی از شهروندان منطقه کلمبیا، کمپینی برای تغییر آن، و به‌دست آوردن حق رأی، راه انداخته‌اند.
مؤسسه اسمیتسونین و مرکز هنرهای نمایشی جان اف کندی در واشینگتن از برجسته‌ترین مراکز هنری آمریکا و جهان هستند. یادبود لینکلن، یادبود جفرسون، و یادبود واشینگتن نیز در این شهر قرار دارند.
وقت محلی آن با نماد EST نمایش داده می‌شود که ۵ ساعت از زمان گرینویچ عقب‌تر است.

## معماری
واشینگتن از یک سده پیش، محدودیت سخت‌گیرانه‌ای برای بلندی ساختمان‌ها گذاشته است. برپایه قانونی که ۱۹۱۰ در کنگره ایالات متحده تصویب شد، بلندی ساختمان‌ها به ۱۳۰ پا، چیزی کمتر از ۴۰ متر محدود شد. این محدودیت، در بخش بازرگانی کوچکی از شهر، ۹ متر بیشتر است و به ۱۶۰ پا می‌رسد؛ بنابراین از هرجای این شهر، آسمان به‌خوبی پیداست. افق شهر از کناره‌های آن، کم‌ارتفاع است و ساختمان‌های نمادین شهر را به‌راحتی می‌توان دید. از ۲۰۱۴، تلاش‌هایی برای برداشتن این محدودیت شده است، اما به‌نظر می‌رسد دولت و کنگره آمریکا فعلاً میلی به تغییر عمده آن ندارند.

## شهر موزه‌ها
شماری از مشهورترین موزه‌های جهان، پیرامون نشنال مال در واشینگتن ساخته‌شده‌اند. از جمله آن‌ها می‌توان به نگارخانه ملی هنر، نگارخانه فریر و سکلر، موزه ملی هوا و فضا، موزه ملی سرخ‌پوستان و موزه هولوکاست اشاره کرد. این موزه‌ها زیرنظر بنیاد اسمیتسونین اداره می‌شوند. بازدید از آن‌ها رایگان است. موزه هنر آمریکا نیز یکی از مهم‌ترین موزه‌های واشینگتن دی‌سی است.

## اقتصاد
این شهر از نظر تولید ناخالص داخلی، با حدود ۷۵ میلیارد دلار تولید سالیانه
از قدرت اقتصادی مشابهی با مراکش برخوردار است.

## ترابری
متروی واشینگتن، نام قطار شهری واشینگتن است و یونیون استیشن معروف‌ترین ایستگاه آن است. این مترو، ۱۹۷۶ تأسیس شده و ۶ خط و ۹۱ ایستگاه دارد.
سه فرودگاه بزرگ در اطراف واشینگتن دی‌سی قرار دارد، گرچه هیچ‌یک در منطقه کلمبیا نیستند:
- فرودگاه ملی ریگان (کُد DCI) در ایالت ویرجینیا
- فرودگاه بین‌المللی دالس واشینگتن (کُد IAD) در ویرجینیا
- فرودگاه بین‌المللی بالتیمور واشینگتن (کُد BWI) در ایالت مریلند

## ورزش
تیم فوتبال آمریکایی واشینگتن ردسکینز، تیم فوتبال دی‌سی یونایتد، و تیم ان‌بی‌ای واشینگتن ویزاردز از این شهرند.

## مراکز علمی واشینگتن دی‌سی
- دانشگاه جرج واشینگتن
- دانشگاه جرج‌تاون
- دانشگاه مریلند، کالج پارک
- دانشگاه هاوارد
- دانشگاه گالودت
- دانشگاه امریکن
- دانشگاه کاتولیک آمریکا

## نگارخانه

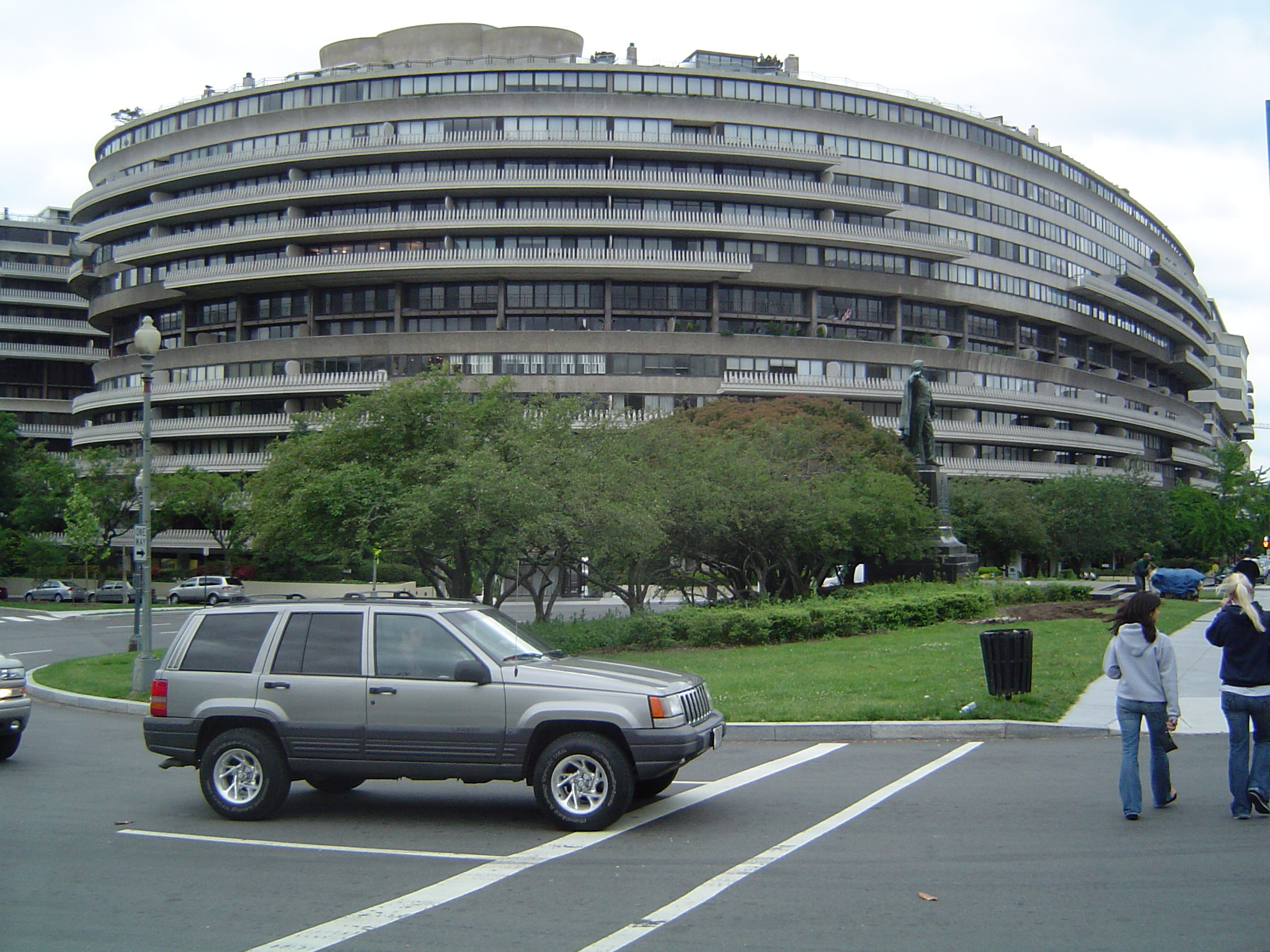
محله مشهور واترگیت
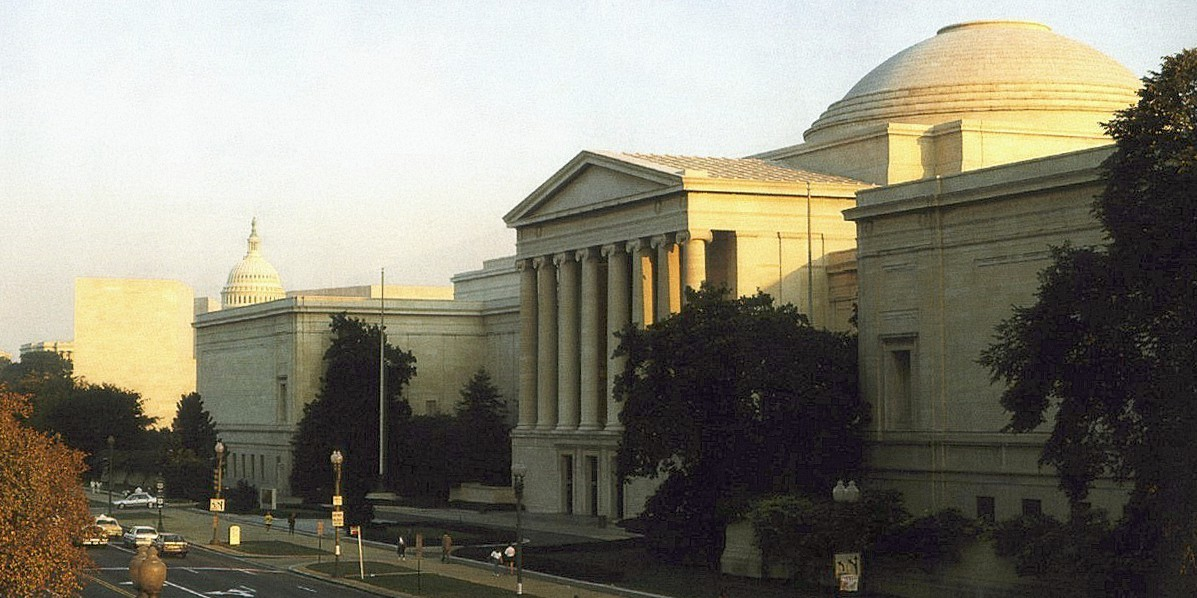
نگارخانه ملی هنر آمریکا
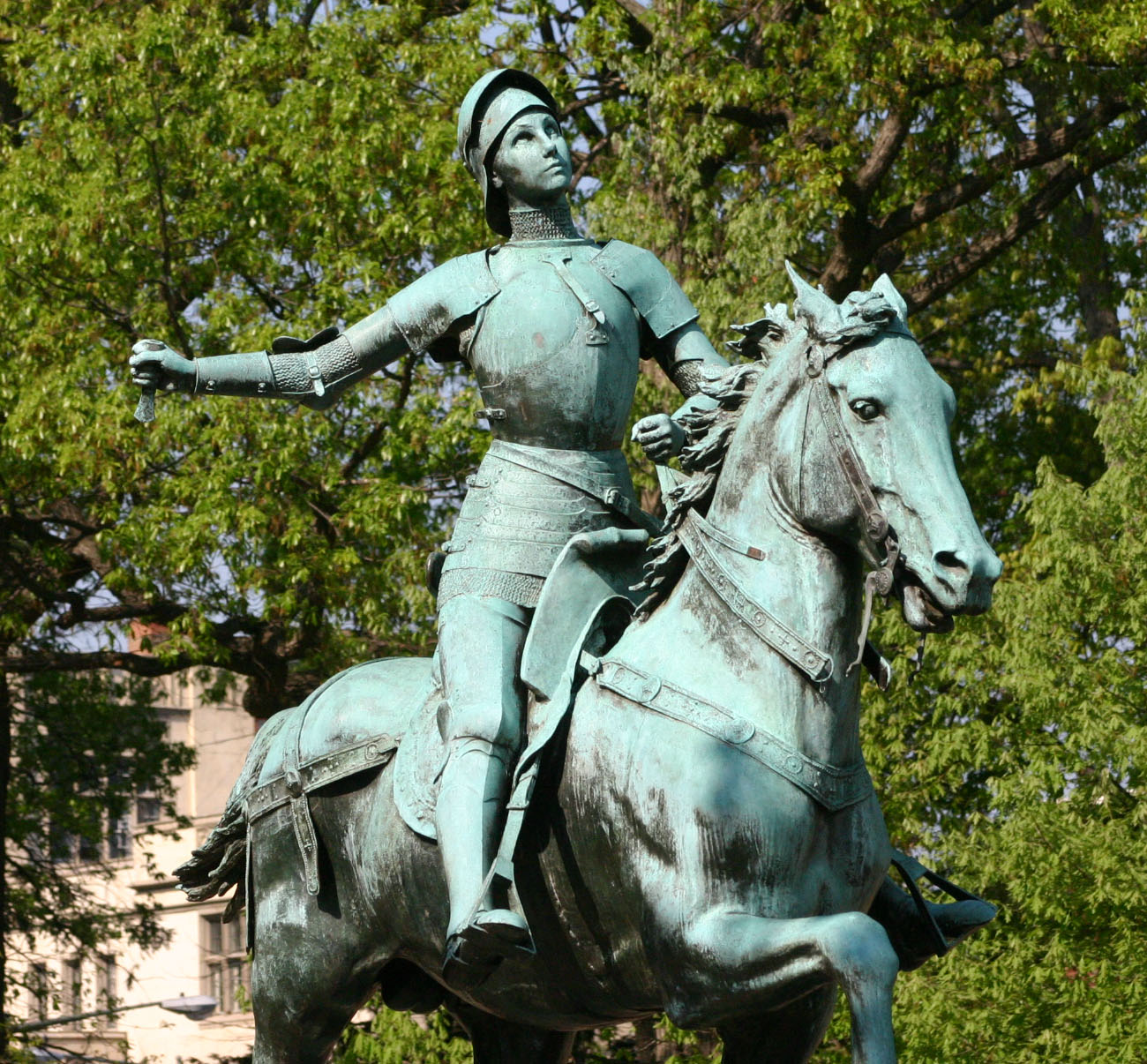
تندیس ژاندارک در یکی از پارک‌های شهری واشینگتن
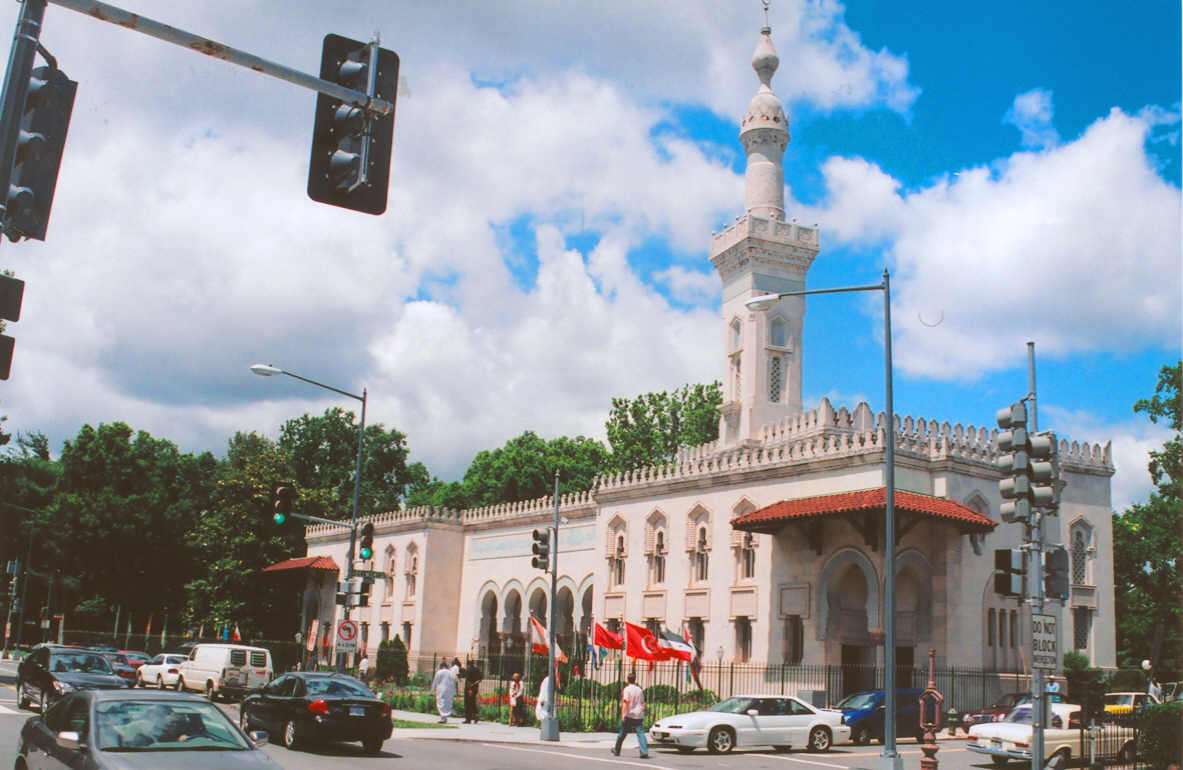
مرکز اسلامی واشینگتن، از مساجد شهر

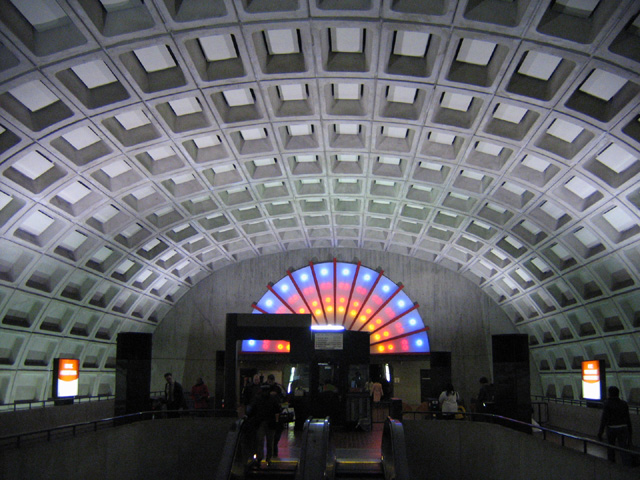
ایستگاه قطار شهری در واشینگتن
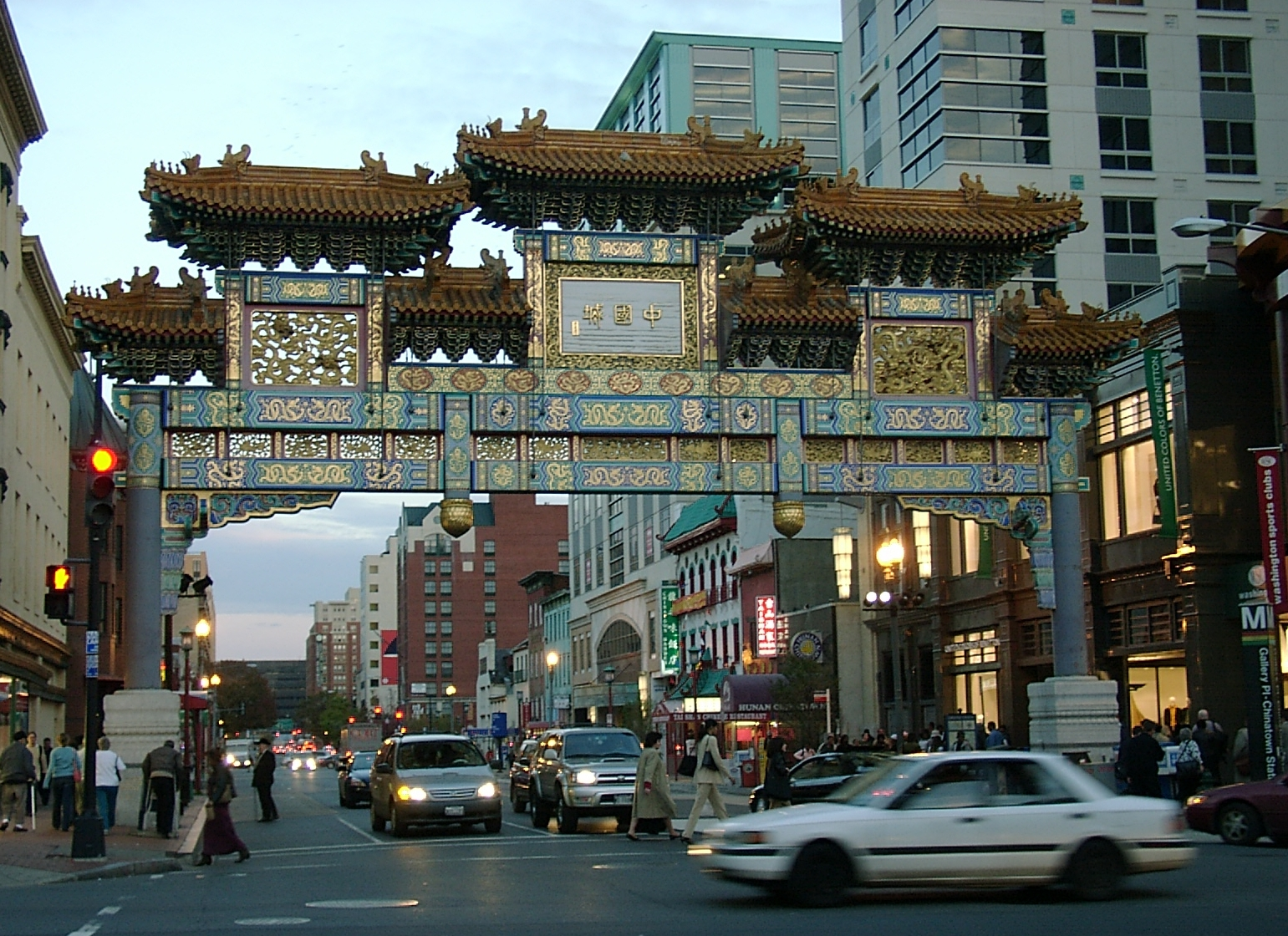
محله چینی‌ها
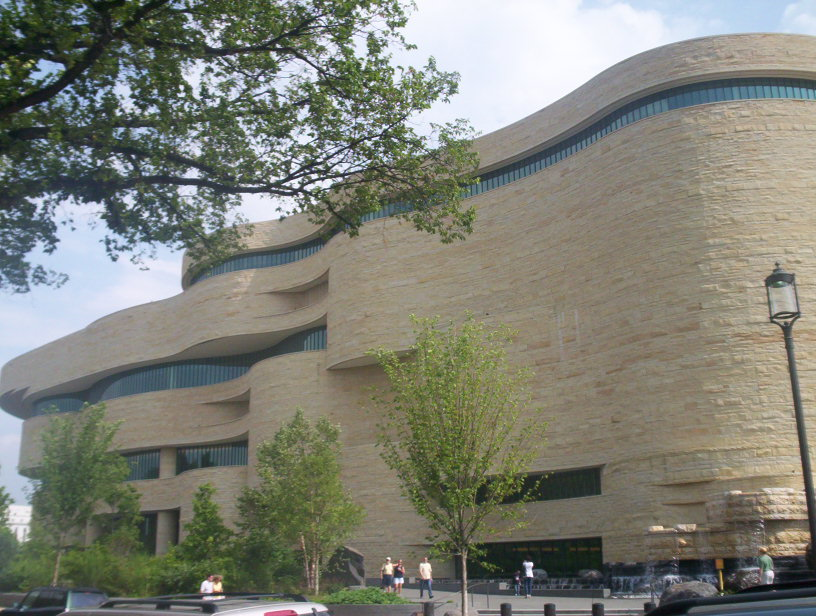
موزه ملی سرخپوستان ایالات متحده آمریکا
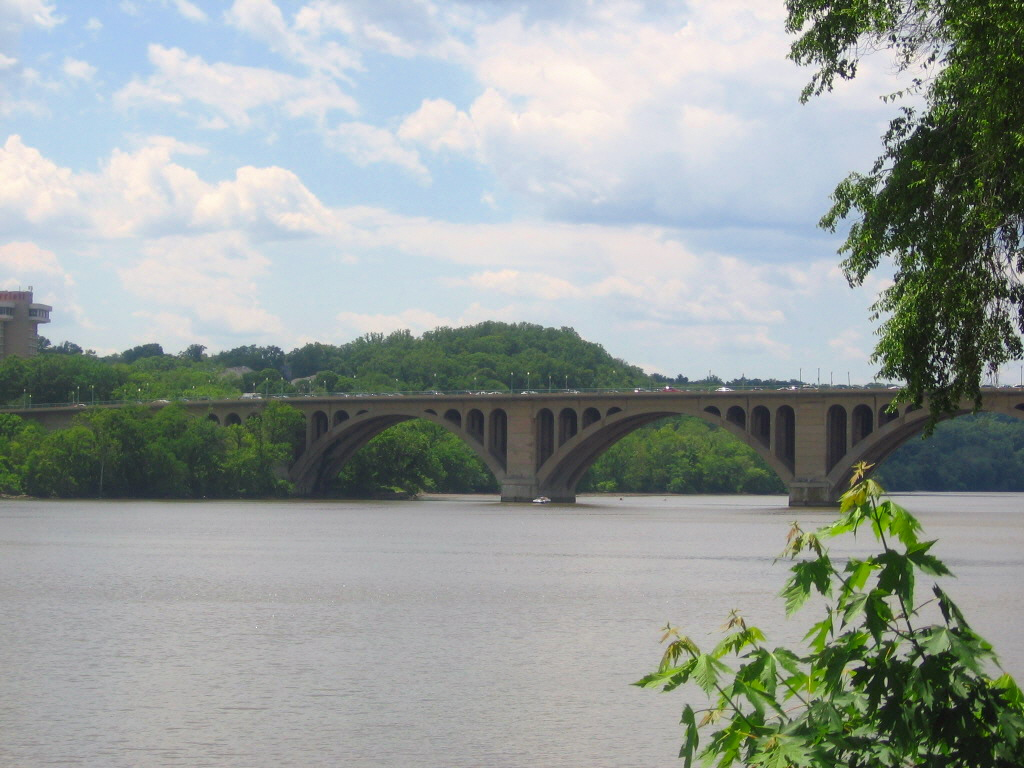
رودخانه پوتوماک از وسط شهر عبور می‌کند.